# Canton de Genas
Pour les articles homonymes, voir Genas (homonymie).
Le canton de Genas est une circonscription électorale française située dans le département du Rhône, en région Auvergne-Rhône-Alpes.

## Histoire
Un nouveau découpage territorial du Rhône entre en vigueur à l'occasion des élections départementales de 2015. Il est défini par le décret du 27 février 2014, en application des lois du 17 mai 2013 (loi organique 2013-402 et loi 2013-403). Les conseillers départementaux sont, à compter de ces élections, élus au scrutin majoritaire binominal mixte. Les électeurs de chaque canton élisent au Conseil départemental, nouvelle appellation du Conseil général, deux membres de sexe différent, qui se présentent en binôme de candidats. Les conseillers départementaux sont élus pour 6 ans au scrutin binominal majoritaire à deux tours, l'accès au second tour nécessitant 12,5 % des inscrits au 1er tour. En outre la totalité des conseillers départementaux est renouvelée. Ce nouveau mode de scrutin nécessite un redécoupage des cantons dont le nombre est divisé par deux avec arrondi à l'unité impaire supérieure si ce nombre n'est pas entier impair, assorti de conditions de seuils minimaux. Dans le Rhône, le nombre de cantons passe ainsi de 54 à 13.
Le canton de Genas est formé de cinq communes de l'ancien canton de Meyzieu, d'une issue de l'ancien canton de Décines-Charpieu et de deux du canton de Saint-Symphorien-d'Ozon. Il fait partie de l'arrondissement de Lyon. Le bureau centralisateur est situé à Genas.

## Représentation
| Période élective | Période élective | Mandat | Mandat   | Identité            | Nuance | Nuance | Qualité |
| ---------------- | ---------------- | ------ | -------- | ------------------- | ------ | ------ | --- |
| 2015             | 2021             | 2015   | 2021     | Christiane Guicherd |        | LR     | Conseillère en formation continue Maire de Saint-Laurent-de-Mure (2006-2020) Ancienne conseillère générale du canton de Meyzieu |
| 2015             | 2021             | 2015   | 2021     | Daniel Valéro       |        | LR     | Banquier en disponibilité professionnelle Maire de Genas depuis 2008                                                            |
| 2021             | 2028             | 2021   | en cours | Christine Hernandez |        | DVD    | Assistante de direction, conseillère municipale de Saint-Bonnet-de-Mure, conseillère régionale                                  |
| 2021             | 2028             | 2021   | en cours | Daniel Valéro       |        | DVD    | Conseiller sortant, membre d'Horizons                                                                                           |

### Résultats détaillés

#### Élections de mars 2015
À l'issue du 1er tour des élections départementales de 2015, deux binômes sont en ballottage : Christiane Guicherd et Daniel Valéro (UMP, 42,53 %) et Gérard Andrieux et Christelle Pinti (FN, 36,03 %). Le taux de participation est de 46,39 % (13 884 votants sur 29 929 inscrits) contre 48,95 % au niveau départemental et 50,17 % au niveau national.
Au second tour, Christiane Guicherd et Daniel Valéro (UMP) sont élus avec 63,08 % des suffrages exprimés et un taux de participation de 46,37 % (8 182 voix pour 13 877 votants et 13 877 inscrits).

#### Élections de juin 2021
Le premier tour des élections départementales de 2021 est marqué par un très faible taux de participation (33,26 % au niveau national). Dans le canton de Genas, ce taux de participation est de 30,84 % (9 783 votants sur 31 720 inscrits) contre 32,35 % au niveau départemental. À l'issue de ce premier tour, deux binômes sont en ballottage : Christine Hernandez et Daniel Valéro (LR, 59,02 %) et Mickaël Dos Santos et Tiffany Joncour (RN, 22,77 %).
Le second tour des élections est marqué une nouvelle fois par une abstention massive équivalente au premier tour. Les taux de participation sont de 34,36 % au niveau national, 33,07 % dans le département et 31,89 % dans le canton de Genas. Christine Hernandez et Daniel Valéro (LR) sont élus avec 76,79 % des suffrages exprimés (7 307 voix pour 10 116 votants et 31 724 inscrits),,.

## Composition
Le canton de Genas comprend huit communes entières.
| Nom                           | Code Insee | Intercommunalité     | Superficie (km2) | Population (dernière pop. légale) | Densité (hab./km2) | Modifier                                    |
| ----------------------------- | ---------- | -------------------- | ---------------- | --------------------------------- | ------------------ | ------------------------------------------- |
| Genas (bureau centralisateur) | 69277      | CC de l'Est lyonnais | 23,84            | 13 446 (2022)                     | 564                | modifier les données · modifier les données |
| Colombier-Saugnieu            | 69299      | CC de l'Est lyonnais | 27,62            | 2 859 (2022)                      | 104                | modifier les données · modifier les données |
| Jons                          | 69280      | CC de l'Est lyonnais | 7,41             | 1 594 (2022)                      | 215                | modifier les données · modifier les données |
| Pusignan                      | 69285      | CC de l'Est lyonnais | 13,04            | 4 145 (2022)                      | 318                | modifier les données · modifier les données |
| Saint-Bonnet-de-Mure          | 69287      | CC de l'Est lyonnais | 16,34            | 6 988 (2022)                      | 428                | modifier les données · modifier les données |
| Saint-Laurent-de-Mure         | 69288      | CC de l'Est lyonnais | 18,63            | 5 651 (2022)                      | 303                | modifier les données · modifier les données |
| Saint-Pierre-de-Chandieu      | 69289      | CC de l'Est lyonnais | 29,28            | 4 588 (2022)                      | 157                | modifier les données · modifier les données |
| Toussieu                      | 69298      | CC de l'Est lyonnais | 5,02             | 3 186 (2022)                      | 635                | modifier les données · modifier les données |
| Canton de Genas               | 6906       |                      | 141,18           | 42 457 (2022)                     | 301                | modifier les données                        |

## Démographie
En 2022, le canton comptait 42 457 habitants, en évolution de +4,98 % par rapport à 2016 (Rhône : +4,34 %, France hors Mayotte : +2,11 %).
| 2013   | 2018   | 2022   |
| ------ | ------ | ------ |
| 39 327 | 41 259 | 42 457 |